# Ірано-туніські відносини
Ірано-туніські відносини — двосторонні дипломатичні відносини між Ісламською Республікою Іран та Туніською Республікою.

## Історія
На відміну від більшості держав арабського світу, що виражають ворожість до Ірану, Туніс є однією з небагатьох арабських країн, які встановили з ним гарні та стійкі дипломатичні зв'язки.
Позитивний вплив на взаємовідносини двох країн справила Революція 1979 року і формування Ісламської Республіки Іран, що відбулося за нею. Зовнішньополітичний нейтралітет, проголошений урядом Тунісу, також сприяв зміцненню міжнародних зв'язків країни з Іраном, але водночас спровокував негативну реакцію з боку Саудівської Аравії.
Туніс став однією з небагатьох арабських країн, які висловили співчуття Ірану у зв'язку з терактом 2017 в Тегерані. Обидві держави поділяють позицію про те, що «кордонів для ширшої співпраці між Іраном та Тунісом не існує».
Туніс, як і Алжир, періодично звинувачується іншими країнами арабського регіону у «вихвалянні Ірану», особливих симпатіях до Ісламській Республіці, що, проте, заперечується обома державами.
На думку експертів, уряд Тунісу, періодично виступаючи посередником у переговорах, діє як нейтральна сила, яка багато в чому сприяє згладжуванню протиріч та встановленню балансу між Іраном та Саудівською Аравією.